# Duroc (stacja metra)
Duroc – stacja 10 i 13 linii  metra  w Paryżu. Stacja znajduje się na granicy 6., 7. i 15. dzielnicy Paryża.  Na linii 10 stacja została otwarta 30 grudnia 1923 r, a na linii 13 - 9 listopada 1976.